# Giro largo de la ínsula
El giro largo de la ínsula es una circunvolución del cerebro. La parte anterior de la ínsula se divide por surcos poco profundos en tres o cuatro circunvoluciones cortas, mientras que la parte posterior está formada por una larga circunvolución que a menudo se bifurca en su extremo superior.